# Amin Ghelichi
Amin Ghelichi (* 18. Januar 1990) ist ein ehemaliger iranischer Sprinter, der sich auf den 400-Meter-Lauf spezialisiert hat.

## Sportliche Laufbahn
Erste Erfahrungen bei internationalen Meisterschaften sammelte Amin Ghelichi im Jahr 2011, als er bei den Asienmeisterschaften in Kōbe mit der iranischen 4-mal-400-Meter-Staffel in 3:08,58 min die Bronzemedaille hinter den Teams aus Japan und Saudi-Arabien gewann. Im Jahr darauf gewann er dann bei den Hallenasienmeisterschaften in Hangzhou in 48,64 s die Bronzemedaille über 400 Meter hinter seinem Landsmann Reza Boazar und Chang Pengben aus China. 2015 bestritt er in Teheran seinen letzten Wettkampf und beendete damit seine aktive Karriere im Alter von 25 Jahren.

## Persönliche Bestzeiten
- 400 Meter: 46,92 s, 22. September 2011 in Teheran
  - 400 Meter (Halle): 47,73 s, 20. Januar 2012 in Teheran